# NGC 975
NGC 975 је лентикуларна галаксија у сазвежђу Кит која се налази на NGC листи објеката дубоког неба.
Деклинација објекта је + 9° 36' 7" а ректасцензија 2h 33m 22,7s. Привидна величина (магнитуда) објекта NGC 975 износи 13,2 а фотографска магнитуда 14,1. NGC 975 је још познат и под ознакама UGC 2030, MCG 1-7-9, CGCG 414-17, PGC 9735.